# Костянтинів (Березівський район)
Костянти́нів — село Петровірівської сільської громади у Березівському районі Одеської області, Україна. Населення становить 35 осіб.

## Населення
Згідно з переписом УРСР 1989 року чисельність наявного населення села становила 43 особи, з яких 19 чоловіків та 24 жінки.
За переписом населення України 2001 року в селі мешкало 35 осіб.

### Мова
Розподіл населення за рідною мовою за даними перепису 2001 року:
| Мова       | Відсоток |
| ---------- | -------- |
| українська | 74,29 %  |
| молдовська | 20,00 %  |
| болгарська | 2,86 %   |
| російська  | 2,86 %   |